# Donald Thomas
Donald Alexander Thomas (Freeport, 1º luglio 1984) è un altista bahamense, campione mondiale della specialità ad Osaka 2007.

## Palmarès
| Anno | Manifestazione          | Sede           | Evento        | Risultato      | Prestazione | Note                                     |
| ---- | ----------------------- | -------------- | ------------- | -------------- | ----------- | ---------------------------------------- |
| 2006 | Giochi del Commonwealth | Melbourne      | Salto in alto | 4º             | 2,23 m      |                                          |
| 2006 | Giochi CAC              | Cartagena      | Salto in alto | 4º             | 2,13 m      |                                          |
| 2007 | Giochi panamericani     | Rio de Janeiro | Salto in alto | Argento        | 2,30 m      |                                          |
| 2007 | Mondiali                | Osaka          | Salto in alto | Oro            | 2,35 m      | Miglior prestazione mondiale stagionale  |
| 2008 | Giochi olimpici         | Pechino        | Salto in alto | 21º (q)        | 2,20 m      |                                          |
| 2009 | Mondiali                | Berlino        | Salto in alto | 15º (q)        | 2,27 m      |                                          |
| 2010 | Mondiali indoor         | Doha           | Salto in alto | 15º (q)        | 2,18 m      |                                          |
| 2010 | Giochi CAC              | Mayagüez       | Salto in alto | Oro            | 2,28 m      |                                          |
| 2010 | Giochi del Commonwealth | Delhi          | Salto in alto | Oro            | 2,32 m      |                                          |
| 2011 | Mondiali                | Taegu          | Salto in alto | 11º            | 2,20 m      |                                          |
| 2011 | Giochi panamericani     | Guadalajara    | Salto in alto | Oro            | 2,32 m      |                                          |
| 2012 | Mondiali indoor         | Istanbul       | Salto in alto | 15º (q)        | 2,22 m      |                                          |
| 2012 | Giochi olimpici         | Londra         | Salto in alto | 30º (q)        | 2,16 m      |                                          |
| 2013 | Campionati CAC          | Morelia        | Salto in alto | nm             | nm          |                                          |
| 2013 | Mondiali                | Mosca          | Salto in alto | 6º             | 2,32 m      | Miglior prestazione personale stagionale |
| 2014 | Mondiali indoor         | Sopot          | Salto in alto | nm (q)         | nm (q)      |                                          |
| 2014 | Giochi del Commonwealth | Glasgow        | Salto in alto | 9º             | 2,21 m      |                                          |
| 2015 | Giochi panamericani     | Toronto        | Salto in alto | Bronzo         | 2,28 m      |                                          |
| 2015 | Mondiali                | Pechino        | Salto in alto | 6º             | 2,29 m      |                                          |
| 2016 | Mondiali indoor         | Portland       | Salto in alto | 10º            | 2,25 m      |                                          |
| 2016 | Giochi olimpici         | Rio de Janeiro | Salto in alto | 7º             | 2,29 m      |                                          |
| 2017 | Mondiali                | Londra         | Salto in alto | 22º (q)        | 2,22 m      |                                          |
| 2018 | Mondiali indoor         | Birmingham     | Salto in alto | 6º             | 2,20 m      |                                          |
| 2018 | Giochi del Commonwealth | Gold Coast     | Salto in alto | 4º             | 2,27 m      |                                          |
| 2018 | Giochi CAC              | Barranquilla   | Salto in alto | Oro            | 2,28 m      |                                          |
| 2018 | Campionati NACAC        | Toronto        | Salto in alto | Bronzo         | 2,28 m      |                                          |
| 2019 | Giochi panamericani     | Lima           | Salto in alto | 11º            | 2,10 m      |                                          |
| 2019 | Mondiali                | Doha           | Salto in alto | 19º (q)        | 2,22 m      |                                          |
| 2021 | Giochi olimpici         | Tokyo          | Salto in alto | 25º (q)        | 2,21 m      |                                          |
| 2022 | Mondiali indoor         | Belgrado       | Salto in alto | 11º            | 2,20 m      |                                          |
| 2022 | Mondiali                | Eugene         | Salto in alto | 23º (q)        | 2,21 m      |                                          |
| 2022 | Giochi del Commonwealth | Birmingham     | Salto in alto | 4º             | 2,22 m      |                                          |
| 2022 | Campionati NACAC        | Freeport       | Salto in alto | Bronzo         | 2,25 m      |                                          |
| 2023 | Mondiali                | Budapest       | Salto in alto | 16° (q)        | 2,25 m      |                                          |
| 2023 | Giochi panamericani     | Santiago       | Salto in alto | Bronzo         | 2,24 m      |                                          |
| 2024 | Mondiali indoor         | Glasgow        | Salto in alto | 9º             | 2,15 m      |                                          |
| 2024 | Giochi olimpici         | Parigi         | Salto in alto | Qualificazione | nm          |                                          |

## Altre competizioni internazionali
2007
- Oro alla World Athletics Final ( Stoccarda), salto in alto - 2,32 m

2010
- Argento in Coppa continentale ( Spalato), salto in alto - 2,28 m

2018
- Oro in Coppa continentale ( Ostrava), salto in alto - 2,30 m